# كايت فليتوود
كايت فليتوود (بالإنجليزية: Kate Fleetwood)‏ هي ممثلة بريطانية، ولدت في 24 سبتمبر 1972 في المملكة المتحدة.

## أعمال

### أفلام
- (2004) فانيتى فير[5][6]
- (2015) القوة تنهض[7]

## ترشيحات
- جائزة توني لأفضل ممثلة مسرحية [الإنجليزية]‏ (2008)

## وصلات خارجية
- كايت فليتوود على موقع IMDb (الإنجليزية)
- كايت فليتوود على موقع ميوزك برينز (الإنجليزية)
- كايت فليتوود على موقع قاعدة بيانات برودواي على الإنترنت (الإنجليزية)
- كايت فليتوود على موقع ديسكوغز (الإنجليزية)
- كايت فليتوود على موقع قاعدة بيانات الفيلم (الإنجليزية)